# 雅恋 〜MIYAKO〜
『雅恋 〜MIYAKO〜』（みやこ）は、アイディアファクトリー（オトメイト）/サンクチュアリより2010年11月25日に発売されたPlayStation Portable用女性向け恋愛アドベンチャーゲーム。2011年6月30日にはPC移植版である『雅恋 〜MIYAKO〜 月詠の夢』（みやこ つきよみのゆめ）が発売された。2012年4月19日にファンディスクであるPSPゲーム『雅恋 〜MIYAKO〜 あわゆきのうたげ』が発売された。

## 登場人物

### 仕事寮
式神・参号 彩雪（しきがみ・さんごう さゆき）※名前変更可能
声 - 無し
肩書き：晴明の式神
象徴の花は白雪桜、花言葉は「貴方に微笑む、美しい心」。

安倍 晴明（あべのせいめい）
声 - 中村悠一
身長：174cm/体重:57kg
肩書き：陰陽師
表の通り名は“狐高の陰陽師”、裏の字（あざな）は“蒼き天狐”。
象徴の花は桔梗、花言葉は「変わらない心、気品」。イメージカラーは紫、白。

和泉（いずみ）
声 - 浪川大輔
身長：166cm/体重:55kg/年齢：17歳
肩書き：貴公子
表の通り名は“御衣黄の宮”、裏の字は“暁ノ皇”。
象徴の花は御衣黄桜、花言葉は「理知溢れる教養、優美」。イメージカラーは黄、緑。

式神・壱号（しきがみ・いちごう）
声 - 鈴木裕斗
身長：157cm/体重：48kg
肩書き：晴明の式神
表の通り名は“焔天将”、裏の字は“不知火”。
象徴の花は椿、花言葉は「誇り、控えめな優しさ」。イメージカラーは赤、朱。

源信（げんしん）
声 - 井上和彦
身長：173cm/体重：62kg/年齢：25歳
肩書き：天台僧
表の通り名は“ほとけめ”、裏の字は“つくもめ”。
象徴の花は睡蓮、花言葉は「清らかな心、甘美」。イメージカラーは青。

源 頼光（みなもとのよりみつ）
声 - 櫻井孝宏
身長：179cm/体重：66kg/年齢：19歳
肩書き：和泉の懐刀
表の通り名は“守護太刀（まもりがたな）”、裏の字は“鬼斬り”。
象徴の花は花蘇芳、花言葉は「質素、目覚め」。イメージカラーは黒、褐色。

式神・弐号（しきがみ・にごう）
声 - 緑川光
身長：45cm/体重：4kg
肩書き：晴明の式神
表の通り名、裏の字は“煌天将”。
『雅恋 〜MIYAKO〜 月詠の夢』から攻略キャラクターに昇格。
象徴の花は山椿と月下美人、山椿の花言葉は「至上の愛らしさ」、月下美人の花言葉は「もう一度貴方に逢いたい」。
イメージカラーは橙、桃。

### 沙汰衆
葦屋 道満（あしや どうまん）
声 - 森川智之
身長：181cm/体重：67kg
肩書き：沙汰衆頭目
象徴の花は曼珠沙華、花言葉は「悲しい思い出、再会」。イメージカラーは黒、濃赤。

東夷（とうい）
声 - 茶風林
肩書き：沙汰衆四天王
象徴の花は鳥兜、花言葉は「復讐、毒牙、武人の道」。イメージカラーは黄土色。

南蛮（なんばん）
声 - 三宅健太
肩書き：沙汰衆四天王
象徴の花は蝋梅、花言葉は「先見」。イメージカラーは群青色。

北狄（ほくてき）
声 - 日野聡
肩書き：沙汰衆四天王
象徴の花は鬼灯、花言葉は「心の平安、欺瞞」。イメージカラーは桃色。

### その他
源 頼子（みなもとのよりこ）
声 - 藤田咲
ライコウの妹で、彩雪の親友。
人懐っこく愛情豊かな娘だが、頑固で曲がったことが大嫌いといった兄譲りな一面も。
生真面目で無骨なライコウを、時に厳しく嗜めもする。

葛葉（くずのは）
声 - 遠藤綾

菊花（きっか）
声 - 名塚佳織

## スタッフ
雅恋 〜MIYAKO〜
- プロデュース/監修：イカハタマサル
- ディレクター：木林朋明
- キャラクターデザイン/原画：美辺貴緒、ヤマシタコウジ
- 原画：東山マキ
- シナリオ：赤葉峰歩、童本さくら(RED FLAGSHIP)、鷹村コージ、睦月奏、イカハタマサル
- 楽曲・BGM制作：S-Prism
- 音楽プロデューサー：tororo
- BGM製作者：imaginevoice
- 篠笛：山崎泰之
- アイディアファクトリースタッフ
  - プロデューサー：佐藤洋
  - ディレクター：大野博規
  - 制作総指揮：桑名真吾

雅恋 〜MIYAKO〜 あわゆきのうたげ
- 開発プロデュース/ディレクション：イカハタマサル
- ディレクター：横田浩一郎
- 時代考証協力：木林朋明
- デザイン統括：石成朋美
- 原画統括：美辺貴緒
- キャラクターデザイン/原画：美辺貴緒、ヤマシタコウジ
- 原画：東山マキ
- シナリオ統括：イカハタマサル
- シナリオ：童本さくら(RED FLAGSHIP)、岩崎紘子、早水義人、さかいともこ、有賀佐知、睦月奏
- ゲスト原画：東夕陽、如月水(RED FLAGSHIP)、氷堂れん、冨士原良、ユウヤ
- BGM制作：空青(imaginevoice)
- 音響制作：S-Prism
- アイディアファクトリースタッフ
  - プロデューサー：大野博規
  - ディレクター：横山一希
  - 制作総指揮：桑名真吾

## 主題歌
雅恋 〜MIYAKO〜
（全作詞・作曲 - Ryo Fujimura / 全編曲 - 小川智之（imaginevoice））
オープニングテーマ「久遠」
歌 - 冬志樹
エンディングテーマ「明け星」
歌 - 冬志樹

雅恋 〜MIYAKO〜 あわゆきのうたげ
オープニングテーマ「金桜の契り」
作詞 - 葉月ゆら / 作曲・編曲 - 斎藤悠弥 / 歌 - 喜多修平
エンディングテーマ「月下の調べ」
作詞・作曲 - 須藤直也 / 編曲 - Meis Clauson / 歌 - 和泉（浪川大輔）

## 関連商品

### 音楽CD
- PSP専用ソフト 雅恋 〜MIYAKO〜 オリジナルサウンドトラック
  - 『雅恋 〜MIYAKO〜』のOP・EDテーマとBGMが収録されている。
- 金桜の契り／月下の調べ
  - ファンディスク『雅恋 〜MIYAKO〜 あわゆきのうたげ』のOP・EDテーマが収録されている。

### 漫画
- 雅恋 〜MIYAKO〜（ISBN 978-4048865036）
  - 連載：シルフ 2011年4月号～2012年3号
  - 作画：氷堂れん、キャラクター原案：美辺貴緒、監修：サンクチュアリ

### 小説
- 『雅恋 〜MIYAKO〜 夢みる式神 狐高の陰陽師』（第1巻）（ISBN 978-4047276260）
- 『雅恋 〜MIYAKO〜 愛しの式神 暁の皇子』（第2巻）（ISBN 978-4047280731）
  - 著：矢島さら、イラスト：冨士原良、原作・監修：サンクチュアリ